# El alma en los labios
El alma en los labios es un poema escrito por el guayaquileño Medardo Ángel Silva, miembro de la llamada Generación decapitada, en diciembre de 1918.

## Creación
El poema fue escrito por Silva presuntamente pocos días antes de su suicidio, específicamente el 9 de junio de 1919, y que fue divulgado por El Telégrafo el 11 de junio del mismo año; aunque otra versión del historiador azuayo Oswaldo Carrión afirma que fue escrita en diciembre de 1918, y que fue enteramente dedicado a Rosa Amada Villegas, musa del autor.

## Musicalización
Tras la muerte de Silva, Francisco Paredes Herrera, amigo del autor, decide ponerle música a la obra. En pocos días posteriores a la muerte del autor, la composición estaba lista para estrenarse, y el 22 de junio de 1919 fue interpretada en la voz de la cantante cuencana Estrella Irú. Cantantes como Julio Jaramillo interpretaron el tema, causando que se vuelva uno de los pasillos más importantes de la música ecuatoriana.